# ونی
ونی (به فرانسوی: Veney) یک کامین در فرانسه است که در Canton of Baccarat واقع شده‌است.

## خصوصیات
ونی ۳٫۴۵ کیلومترمربع مساحت و ۴۲ نفر جمعیت دارد و ۳۰۲ متر بالاتر از سطح دریا واقع شده‌است.